# Projekt wykonawczy
Projekt wykonawczy – dokument stanowiący ostatnie stadium dokumentacji projektowej, opracowywany dla poszczególnych zadań lub obiektów na podstawie zatwierdzonego przez inwestora projektu wstępnego. Projekt wykonawczy sporządzany jest w celu określenia wszystkich szczegółów budowy obiektu, uzupełnienia zamówień aparatury i urządzeń, wykonania prefabrykatów, prowadzenia robót budowlano-montażowych oraz wykonania prac rozruchowych. 
Projekt wykonawczy zawiera zbiór szczegółowych dyspozycji technicznych dla wykonawców inwestycji, ustalających jednoznacznie zakres, metody i sposób prawidłowego wykonania wszystkich robót, dostaw aparatów i urządzeń, a także czynności niezbędnych do zrealizowania inwestycji. 
Na podstawie projektu wykonawczego następuje również uściślenie kosztów budowy obiektu w stosunku do określonych w projekcie wstępnym.
Ponadto po zakończeniu montażu urządzeń projekt techniczny jest wykorzystywany do sporządzenia dokumentacji powykonawczej.